# Coelioxys echinata
Coelioxys echinata är en biart som beskrevs av Förster 1853. Coelioxys echinata ingår i släktet kägelbin, och familjen buksamlarbin. Inga underarter finns listade i Catalogue of Life.